# Syców
Syców (počeštěně Sycov, německy Groß Wartenberg, před rokem 1888 Polnisch Wartenberg) je město v jihozápadním Polsku v Dolnoslezském vojvodství v okrese Olešnice, sídlo stejnojmenné městsko-vesnické gminy. Leží na řece Polska Woda na okraji Dolního Slezska poblíž historické hranice s Velkopolskem. V roce 2021 zde žilo 10 340 obyvatel.

## Historie

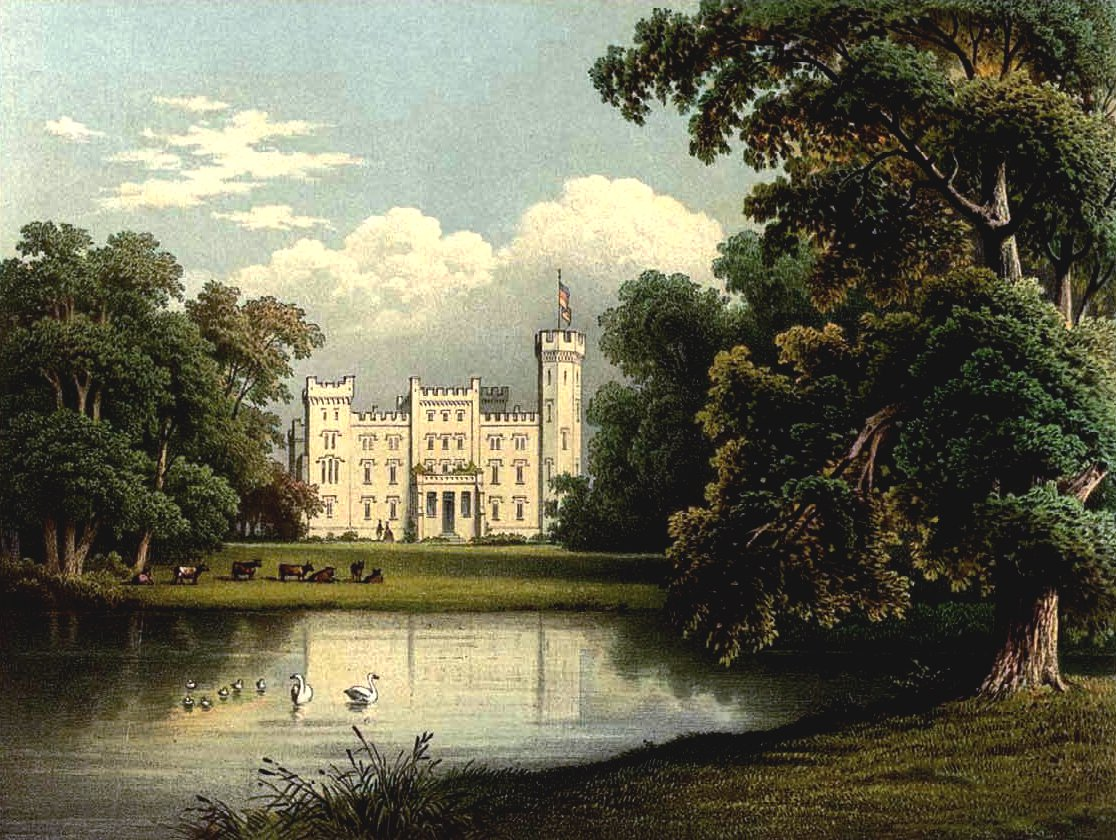
Sycovský zámek po přestavbě v polovině 19. století

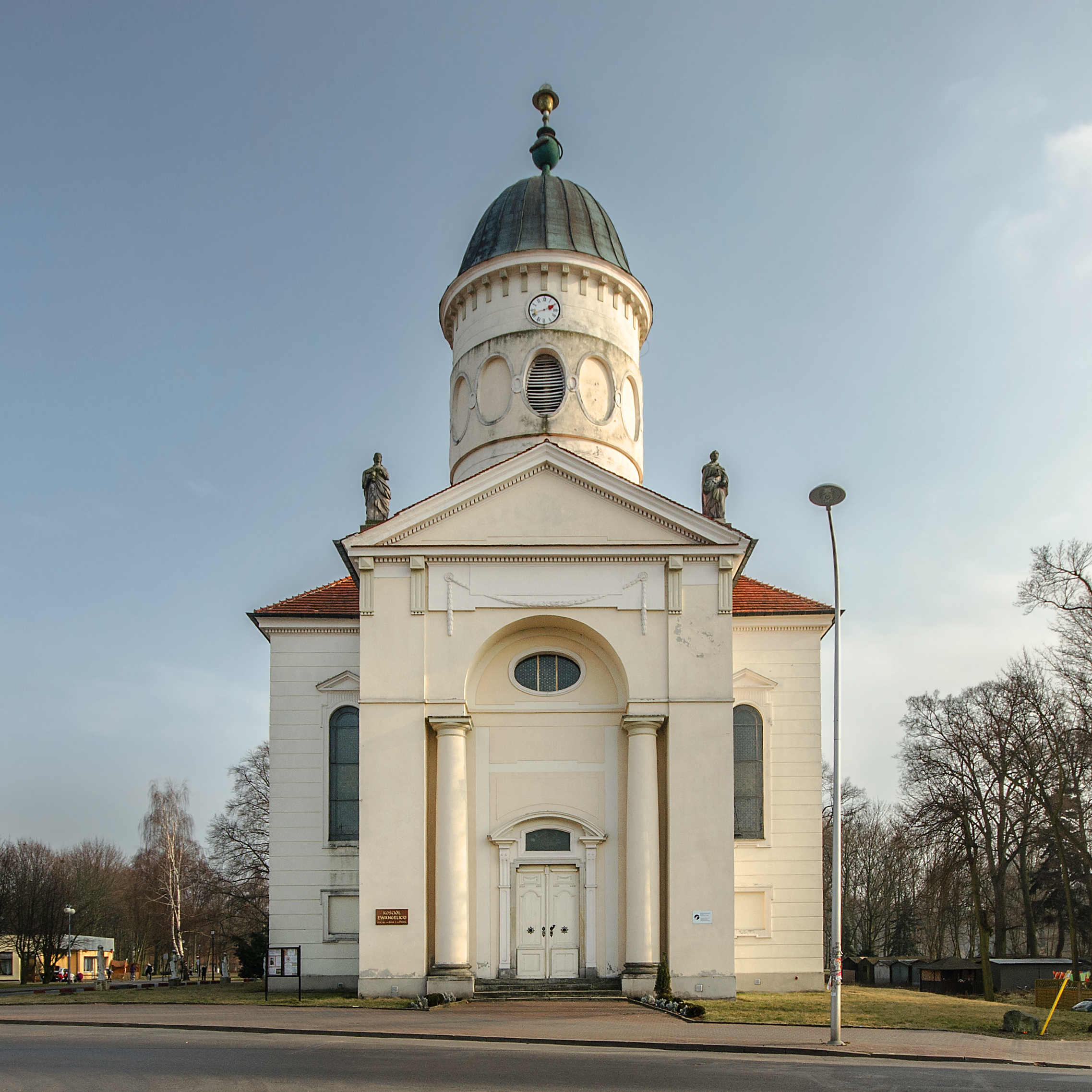
Evangelický kostel

První písemná zmínka o Syczowe se objevuje v listině Jindřicha IV. Proba z 25. února 1276. V dubnu téhož roku se poprvé připomíná jistý Albert von Schollen jako castellanus in Wrathenberc (Wartenberg). Město založené německými kolonisty navázalo na stávající slovanskou osadu. Bylo součástí Olešnicka, z nějž v roce 1489 nechal Matyáš Korvín vyčlenit stavovské svobodné panství Syców (první toho druhu ve Slezsku). To patřilo Haugwitzům (1489–1517), pánům z Rožmitálu (1517–1529), Maltzanům (1529–1570/71), Braunům (1570/71–1592) a pánům z Donína (1592–1734). Posledními majiteli od roku 1734 až do konce druhé světové války byli Bironové. V roce 1742 byl Syców na základě Berlínského míru připojen k Prusku a stal se sídlem okresu (po roce 1815 v rámci provincie Slezsko, vládní obvod Vratislav).
Syców se po staletí nacházel v etnicky a nábožensky smíšené oblasti. Zatímco ve městě samotném převládalo německé obyvatelstvo, v měřítku celého okresu se ještě v druhé polovině 19. století většinově používalo slovanské dolnoslezské nářečí řazené k polštině (57 % v roce 1871, 43 % v roce 1905). Úřední název Polnisch Wartenberg, který se ujal v 17. století pro rozlišení od jiného dolnoslezského městečka Deutsch Wartenberg (dnes Otyń), byl roku 1888 změněn na Groß Wartenberg. V roce 1890 měl Syców 2 385 obyvatel, z toho 58,4 % evangelíků, 37,4 % katolíků a 4,1 % židů. Po první světové válce byla východní část okresu Syców (včetně české exulantské osady Velký Tábor) připojena k Polsku. Nová státní hranice vedla pouhé tři kilometry od města a byla totožná s dnešní hranicí mezi Dolnoslezským a Velkopolským vojvodstvím. Zbytek se stal součástí polského státu v roce 1945. Obyvatelé německé národnosti byli odsunuti a nahrazeni osadníky z centrálního Polska (tvořili 86 % příchozích), potažmo polskými přesídlenci z východních území postoupených SSSR (11 %) či reemigranty ze západních zemí.
Během závěrečných bojů druhé světové války neutrpěl Syców velké ztráty, přesto má jeho historické jádro do značné míry moderní charakter s četnými panelovými domy a prolukami. Mohou za to především požáry zakládané Rudou armádou po obsazení města a rozsáhlé demolice prováděné v 50. letech 20. století. Zdemolovány byly mj. radnice na hlavním náměstí a novogotický zámek Bironů z roku 1853 (zbyl pouze zámecký park v anglickém stylu). Z historických památek se naopak dochovaly kostely: katolický kostel sv. Petra a Pavla (v současné novogotické podobě z roku 1905) a evangelický kostel Apoštolů Jana a Petra (klasicistní, podle návrhu Carla Gottharda Langhanse z roku 1785). 
Okres Syców zanikl v roce 1975 a při správní reformě z roku 1998 nebyl obnoven, město se stalo součástí okresu Olešnice. V roce 2002 byl trvale zastaven provoz na železniční trati Olešnice – Kępno, která prochází Sycówem, uvažuje se však o jeho obnovení. Roku 1992 byla rozebrána trať Syców – Bukowa Śląska/Namysłów. Od roku 2012 město je napojeno na rychlostní silnici S8, jež představuje nejkratší silniční spojení mezi Vratislaví a Varšavou.

## Partnerská města
- Jampil, Ukrajina
- Malsch, Německo